# Guargualé
Guargualé é uma comuna francesa na região administrativa de Córsega, no departamento de Córsega do Sul. Estende-se por uma área de 10,61 km². 